# 제한능력자
광의의 제한능력자(制限能力者)(舊 무능력자)란 법률에서 어떤 행위의 당사자가 될 자격인 능력이 없는 사람이다.

## 의사무능력자
의사무능력자는 자신의 법률행위 결과를 완전히 예측할 수 없는 사람이다. 의사무능력자를 대상으로 한 획일성을 띤 기준은 없고 의사표시를 한 사람에게 의사능력이 있었는지에는 의사표시를 한 상황을 기준으로 판단한다. 술에 취한 사람이나 생후 일 년에서 10세 이하의 어린아이는 대개 의사능력이 없다고 간주한다. 의사무능력자가 한 법률행위는 무효이다.

## 협의의 제한능력자(舊 행위무능력자)
협의의 제한능력자는 법률행위를 스스로 완전하게 할 수 없는 사람이다. 민법에서 규정된 제한능력자는 미성년자, 피한정후견인(舊 한정치산자), 피성년후견인(舊 금치산자)이 있다. 의사능력이 없는 사람이 한 법률행위는 그 사람을 보호하고자 당연히 무효이지만 각 구체까지 포함한 실제 본보기에서 당사자가 상대방의 의사능력 유무를 판단하기가 어렵고 본인으로서도 행위 당시 의사능력이 없었다는 사실을 증명하기 곤란한 때가 잦을 뿐만 아니라 이것이 증명되면 의사능력이 있다고 생각해 거래한 상대방이 뜻하지 않은 손해를 입게 되므로 민법은 연령과 정신 장애 정도를 기준으로 해 의사능력 유무를 획일로 묻지 않고 범위를 정해 이 사람들이 법정대리인에게 동의를 얻지 않고서 단독으로 한 일정한 행위는 후에 취소 가능하다고 규정하며 이 사람들의 재산을 보호하고자 법정대리인으로 하여금 재산 관리를 위시해 기타 대리행위를 하게 하는 방법을 취한다(민법 제920조·제949조).

## 수령 무능력자
수령 무능력자는 의사표시를 수령할 수 없는 사람이다. 수령능력은 의사표시를 적극으로 할 행위능력과 대치되는 개념이므로서 행위능력이 없으면 수령능력도 없으므로 제한능력자는 수령 무능력자이기도 하다.